# Zoo di Fréjus
Zoo di Fréjus è uno zoo inaugurato nel 1971 e situato a Fréjus, in Francia.